# آل شرفان (الصومعة)

تعديل مصدري - تعديل

آل شرفان هي إحدى قرى عزلة ال سعيد بمديرية الصومعة التابعة لمحافظة البيضاء، بلغ تعداد سكانها 200 نسمة حسب تعداد اليمن لعام 2004. في 2015 بلغ عدد سكانها نحو 550